# Australische zwarte scholekster
De Australische zwarte scholekster (Haematopus fuliginosus) is een vogel uit de familie van scholeksters (Haematopodidae).

## Verspreiding en leefgebied
Deze soort komt voor aan de Australische kusten en telt twee ondersoorten:
- H. f. fuliginosus: zuidelijk Australië.
- H. f. opthalmicus: noordelijk Australië.